# Mark Carlisle, Baron Carlisle of Bucklow
Mark Carlisle, Baron Carlisle of Bucklow, QC, DL, PC (* 7. Juli 1929; † 14. Juli 2005) war ein britischer Politiker der Conservative Party, der unter anderem zwischen 1964 und 1997 Mitglied des House of Commons war. Er bekleidete zwischen 1979 und 1981 das Amt des Ministers für Bildung und Wissenschaft. 1987 wurde er zum Life Peer erhoben.

## Leben

### Rechtsanwalt und Unterhausabgeordneter
Carlisle, Sohn von Philip Edmund Carlisle und dessen Ehefrau Mary Gamon, begann nach dem Besuch des 1847 gegründeten Radley College in Abingdon-on-Thames ein Studium der Rechtswissenschaften an der University of Manchester, das er mit einem Bachelor of Laws (LL.B.) abschloss. 1953 erhielt er seine anwaltliche Zulassung bei der Anwaltskammer (Inns of Court) von Gray’s Inn) und nahm daraufhin eine Tätigkeit als Rechtsanwalt (Barrister) auf.  Bei einer Nachwahl im Wahlkreis St Helens kandidierte er am 12. Juni 1958 erstmals für ein Mandat im Unterhaus, unterlag aber mit 14.411 Stimmen (35,3 Prozent) deutlich dem Kandidaten der Labour Party Leslie Spriggs, auf den 26.405 Wählerstimmen (64,7 Prozent) entfielen. Bei der Unterhauswahl am 9. Oktober 1959 kandidierte er abermals im Wahlkreis St Helens und unterlag mit 21.956 Stimmen (37,9 Prozent) erneut dem Wahlkreisinhaber der Labour Party Leslie Spriggs, auf den dieses Mal 35.961 Wählerstimmen (62,1 Prozent) entfielen.
Bei der Unterhauswahl am 15. Oktober 1964 wurde Carlisle für die konservativen Tories schließlich erstmals zum Mitglied des House of Commons gewählt und vertrat in diesem zunächst bis zum 9. Juni 1983 den Wahlkreis Runcorn. Nach dem Wahlsieg der Konservativen bei der Unterhauswahl am 18. Juni 1970 übernahm er am 24. Juni 1970 als Parlamentarischer Unterstaatssekretär im Innenministerium (Parliamentary Under-Secretary of State, Home Office) im Kabinett von Premierminister Edward Heath sein erstes Regierungsamt und hatte dieses bis zum 7. April 1972 inne. Für seine juristischen Verdienste wurde ihm 1971 der Titel eines Kronanwalt (Queen’s Counsel) verliehen. Nach einer Regierungsumbildung bekleidete zwischen dem 7. April 1972 und dem 4. März 1974 das Amt eines Staatsministers im Innenministerium (Minister of State, Home Office). Er war zwischen 1976 und 1979 als ehrenamtlicher Richter (Recorder) am Strafgerichtshof (Crown Court) tätig. Am 6. November 1978 wurde er in das Schattenkabinett der Vorsitzenden der Conservative Party, Margaret Thatcher, berufen und war dort als Shadow Secretary of State for Education and Science für Bildung und Wissenschaft zuständig.

### Minister für Bildung und Wissenschaft und Oberhausmitglied
Nach dem Wahlsieg der Tories bei der Unterhauswahl am 3. Mai 1979 übernahm Carlisle im ersten Kabinett von Premierministerin Margaret Thatcher am 5. Mai 1979 den Posten als Minister für Bildung und Wissenschaft (Secretary of State for Education and Science) und bekleidete diesen, bis er im Zuge einer Regierungsumbildung am 14. September 1981 vom bisherigen Industrieminister Keith Joseph abgelöst wurde. Zugleich wurde er am 5. Mai 1979 auch zum Mitglied des Geheimen Kronrates (Privy Council) berufen. Aufgrund seiner juristischen Verdienste wurde er 1980 als sogenannter „Bencher“ Vorstandsmitglied der Anwaltskammer von Gray’s Inn und war zwischen 1981 und 1998 abermals als Recorder am Crown Court tätig. Daneben wurde er 1983 Deputy Lieutenant (DL) der Grafschaft Cheshire. Bei der Unterhauswahl am 9. Juni 1983 wurde er nunmehr im Wahlkreis Warrington South als Mitglied des House of Commons wiedergewählt, dem er nunmehr bis zum 11. Juni 1987 angehörte.
Durch ein Letters Patent vom 2. November 1987 wurde er als Baron Carlisle of Bucklow, of Mobberley in the County of Cheshire, zum Life Peer gemäß dem Life Peerages Act 1958 erhoben und dadurch zum Mitglied des House of Lords, dem er bis zu seinem Tode angehörte. Daneben fungierte er zwischen 1990 und 1997 als Richter an dem für die Kanalinseln Jersey und Guernsey zuständigen Berufungsgericht (Court of Appeal).
Aus Carlisles 1959 geschlossener Ehe mit Sandra Joyce Des Voeux ging die Tochter Vanessa Lucy Carlisle hervor.